# Ruine Weißenbach
Die Ruine Weißenbach ist die Ruine einer Burg nördlich in Weißenbach in der Marktgemeinde Gastern im Bezirk Waidhofen an der Thaya in Niederösterreich.
Urkundlich wurde 1142 ein Adelssitz genannt. Die Burg war von 1628 bis 1706 im Besitz der Trukmüller. 1787 wurde das Schloss aufgelassen. Heute befinden sich noch geringe Mauerreste auf einem Privatgrundstück.